# Mack Pinnacle
Mack Pinnacle — серія важких вантажівок (класу 8), вироблених компанією Mack Trucks. Представлений у 2006 році Pinnacle є наступником Mack Vision. Нині лінійка продуктів продається в Сполучених Штатах і Канаді; у Венесуелі та Перу Pinnacle продається як Mack Vision Elite.
Mack збирає Pinnacle на своєму заводі Lehigh Valley Operations у Макунгі, штат Пенсільванія.

## Опис

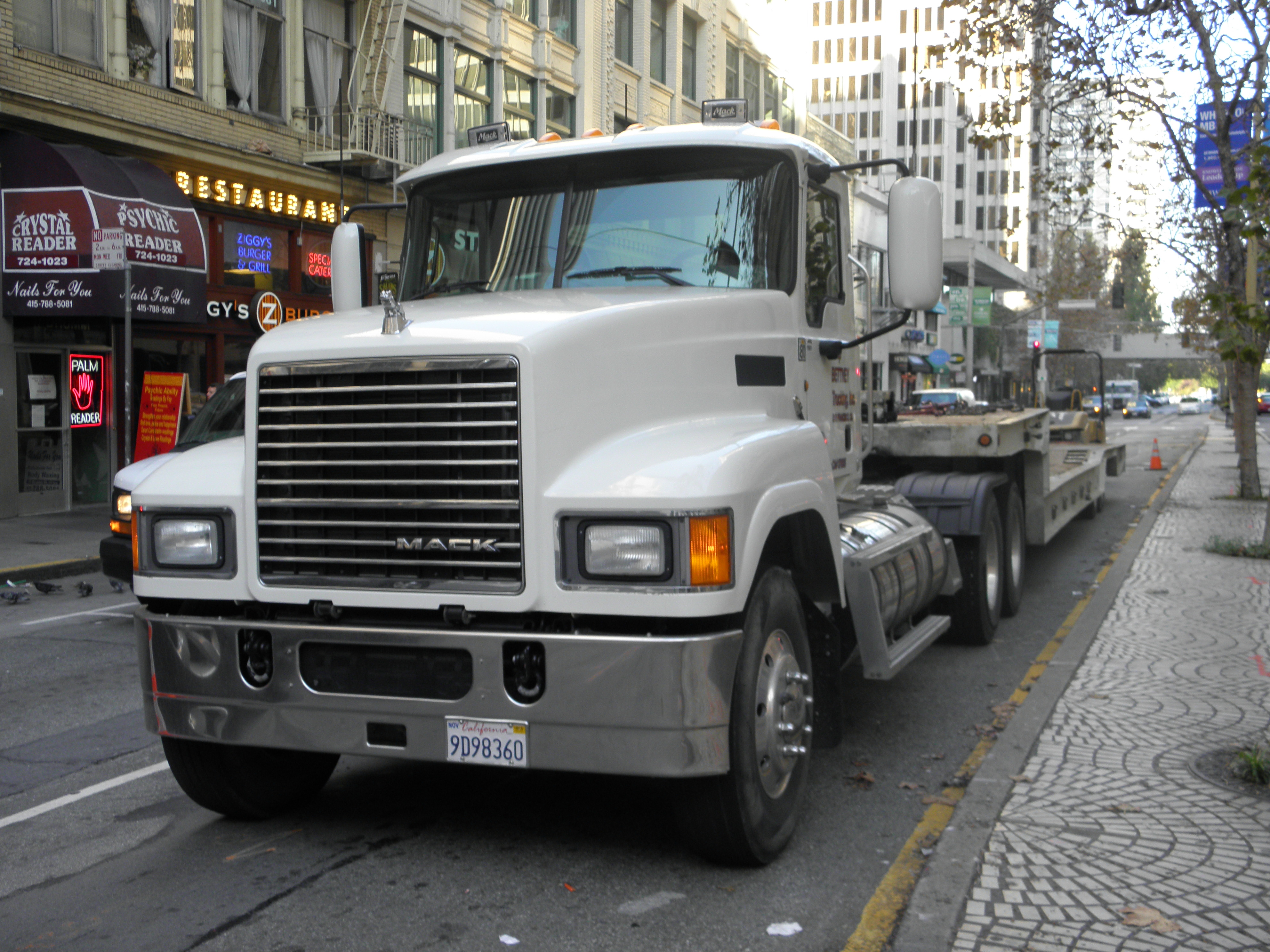
Mack Pinnacle

Pinnacle — звичайна довгокапотна вантажівка. Розроблена для місцевого та регіонального використання, вона зазвичай має денну кабіну, але доступні п’ять різновидів спальних місць, від 48 дюймів (1200 мм) з плоским верхом до 70 дюймів (1800 мм) з висотою. Пропонуються обтічники даху, бічні щитки та аеродинамічні елементи.
Сучасна електроніка використовується для керування двигуном і шасі, а також для обслуговування. Всі вантажівки мають ABS.
У 2008 році Mack представив Mack Pinnacle Rawhide Edition, модель, зосереджену на поєднанні технологій Pinnacle з більш розкішним, класичним стилем. Rawhide Edition включало такі модифікації, як «хромований бампер, кабіна з нержавіючої сталі та спальне місце, подвійні семидюймові стеки, встановлені вперед, 13-дюймовий сонцезахисний козирок із нержавіючої сталі та чотири хромовані ріжки повітря».
У 2019 році нове покоління Bendix Wingman Fusion було доступне в Anthem. Він використовує радар і камери для екстреного гальмування, виїзду зі смуги руху та попередження про сліпі зони.
Mack створює більшість своїх компонентів (двигуни, трансмісії та осі). Вантажівки також можуть бути розроблені на замовлення за допомогою компонентів постачальника. Загальна навантажена вага може становити до 62 000 фунтів (28 000 кг) і понад 80 000 фунтів (36 000 кг), включаючи причепи.

## Двигуни
- 10.8 L Mack MP7 325-425 к.с. 1710-2120 Нм
- 12.8 L Mack MP8 415-505 к.с. 1979-2531 Нм